# Joseph Zimmermann
Joseph Zimmermann (Birmenstorf, 12 dicembre 1923 – Morombe, 4 dicembre 1988) è stato un vescovo cattolico e missionario svizzero.

## Biografia
Joseph Zimmermann nacque il 12 dicembre 1923 a Birmenstorf, nel Canton Argovia.
Frequentò il Collège du Christ-Roi nel villaggio di Nuolen, appartenente al comune di Wangen e nel 1945 pronunciò i primi voti per entrare nei Missionari della Sacra Famiglia.
Fu ordinato presbitero il 29 giugno 1950 e successivamente divenne professore per il Collège du Christ-Roi. Nel 1955 fu inviato in missione in Madagascar.
Il 25 aprile 1960, papa Giovanni XXIII con la bolla Africae gentes creò la nuova diocesi di Morombe, nominandolo poi primo vescovo un mese dopo, il 28 maggio.
Tornato in Svizzera, ricevette l'ordinazione episcopale nella chiesa parrocchiale di San Leodegario a Birmenstorf il 23 ottobre 1960 per imposizione delle mani vescovo Franziskus von Streng. Fu il primo membro dei missionari della Sacra Famiglia di nazionalità svizzera a diventare vescovo.
Prese possesso della diocesi il 6 novembre successivo.
Fu padre conciliare durante il Concilio Vaticano II, partecipando a tutte le quattro sessioni.
Resse la diocesi per 28 anni, morendo improvvisamente a Morombe a causa di una caduta dalla scale il 4 dicembre 1988, una settimana prima di compiere 65 anni.

## Genealogia episcopale
La genealogia episcopale è:
- Cardinale Scipione Rebiba
- Cardinale Giulio Antonio Santori
- Cardinale Girolamo Bernerio, O.P.
- Arcivescovo Galeazzo Sanvitale
- Cardinale Ludovico Ludovisi
- Cardinale Luigi Caetani
- Cardinale Ulderico Carpegna
- Cardinale Paluzzo Paluzzi Altieri degli Albertoni
- Papa Benedetto XIII
- Papa Benedetto XIV
- Papa Clemente XIII
- Cardinale Marcantonio Colonna
- Cardinale Giacinto Sigismondo Gerdil, B.
- Cardinale Giulio Maria della Somaglia
- Cardinale Carlo Odescalchi, S.I.
- Cardinale Costantino Patrizi Naro
- Cardinale Serafino Vannutelli
- Cardinale Domenico Serafini, Cong.Subl. O.S.B.
- Cardinale Pietro Fumasoni Biondi
- Arcivescovo Filippo Bernardini
- Vescovo Franziskus von Streng
- Vescovo Joseph Zimmermann, M.S.F.